# 스에쓰구 노부마사

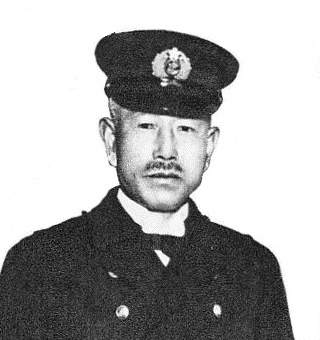
스에쓰구 노부마사

스에쓰구 노부마사(일본어: 末次信正, 1880년 6월 30일~1944년 12월 29일)는 일본 제국의 해군군인이다.

## 생애
1880년 야마구치현에서 태어나, 일본 해군병학교, 일본 해군 대학을 졸업하였다. 졸업 후에는 포술 학교 교관을 지냈으며, 1914년 ~ 1916년 영국으로 건너가 제1차 세계 대전의 양상을 견문하였다. 특히 유틀란트 해전 후, 전함의 변용과 잠수함의 활용에 관심을 가져, 이를 도입한 점감요격작전(漸減邀撃作戦) 연구를 결심하였다.
함대파(艦隊派)의 중심 인물 중 한 사람으로 있었으며, 1930년 런던 해군 군축 회의 때 군령부 차장이었던 스에쓰구는, 군령 부장과 함께 조약에 강경하게 반대하였다. 이때 그가 꺼낸 문제가 통수권 권리 침범 문제였다. 회의 이후 그는 일시적으로 중앙에서 멀어졌으나, 1933년 11월부터 1934년 11월까지 연합함대사령장관, 요코스카 진수부 사령장관 등을 지내고, 1934년 대장으로 승진하였다.
1937년 고노에 후미마로는 스에쓰구의 입각을 희망하였고, 그를 추방할 수 있는 절호의 기회라고 판단했던 당시 해군 대신이었던 요나이 미쓰마사는 스에쓰구를 예비역으로 편입해 내쫓았다. 그 후 제1차 고노에 내각의 내무대신, 대정익찬회 중앙협력회의 의장으로 근무하였다. 고노에 후미마로는 스에쓰구를 지원하는 우익 단체와 국수주의자의 지원을 받아 안정된 정치 기반을 쌓으려고 계획하고 있었으나, 스에쓰구의 극우 사상은 고노에가 제어할 수 없을 만큼 강경했다. 제3차 고노에 내각이 해산되었을 때, 스에쓰구가 차기 총리 후보라는 소문이 돌았으나, 내대신 기도 고이치는 도조 히데키를 총리로 지명하였고, 스에쓰구는 이에 매우 낙담하였다.
도조 내각이 붕괴되었을 때, 해군대신과 군령부 총장을 겸임하고 있던 시마다 시게타로의 후임 인사가 문제가 되었다. 오카다 게이스케는 예비역인 요나이 미쓰마사와 쓰에쓰구를 복귀시키자고 제안하였고, 오카다는 두 인물을 대면하게 해 관계 개선을 꾀하였다. 후에 요나이의 해군 대신 취임은 수락되었으나, 스에쓰구의 군령부 총장 취임은 쇼와 천황 등의 반대로 실현되지 않았다. 1944년 사망하였다.